# Perodiplosis coronata
Perodiplosis coronata är en tvåvingeart som beskrevs av Jean-Jacques Kieffer 1913. Perodiplosis coronata ingår i släktet Perodiplosis och familjen gallmyggor.
Artens utbredningsområde är Kenya. Inga underarter finns listade i Catalogue of Life.